# سد خیرآباد
سد خیرآباد یک منطقهٔ مسکونی در ایران است که در عبدالخان واقع شده‌است. سد خیرآباد ۴۴ نفر جمعیت دارد.